# Aleksandr Matrósov
Aleksandr Matvéyevich Matrósov (en ruso: Александр Матвеевич Матросов; 5 de febrero de 1924-27 de febrero de 1943) fue un famoso soldado de infantería soviético en la Segunda Guerra Mundial.

## Primeros años
Si bien hasta hace poco se le conocía como Aleksandr Matvéyevich Matrósov, la mayoría de las investigaciones apunta a que su verdadero nombre era Shakirian Mujamedianov (Шакирьян Мухамедьянов),  y de origen tártaro.

### Lugar de nacimiento
Nacido el 23 de septiembre de 1924, según la versión oficial en Dnipropetrovsk, actual Ucrania, aunque los datos actuales indican que nació en la aldea de Kunakbaevo, en la república de Baskortostán, en la parte europea de la región de los Urales, en la Rusia europea. El lugar de nacimiento en Dnipropetrovsk es el que da el propio Aleksandr Matrósov a su ingreso en el orfanato de Ivánovo, en un intento de rusificar tanto su nombre como sus orígenes, no habiendo dato alguno que sustente su relación con la ciudad ucraniana de Dnepropetrovsk, y más haciendo ilógica esta relación debido a su lejanía. Se afirma que la elección de Dnipropetrovsk como lugar de nacimiento es aleatoria, y que nunca estuvo allí.
La teoría con más base es que nació en la aldea de Kunakbáyev, en la república de Baskortostán, siendo hijo de Yunus Yusúpov, quien perdió un pie durante la Guerra Civil Rusa, lo que no impidió que se casase con una belleza local, de cuya unión nació Shakirian. Vivían en la absoluta pobreza, viéndose obligada la madre a mendigar con su hijo en Kunakbaev, hasta que fallece, cuando Aleksandr Matrósov tenía sobre los 6 años.
A pesar de no conservarse los registros de ingreso en la década de 1930 en los orfanatos de la RSSA de Bashkiria, parece ser que Shakirian Mujamedianov-Aleksandr Matrósov fue ingresado por su madre en diversas ocasiones en el orfanato de Melekes (antes Dmitrovgrad), según consta en los registros del NKVD, para evitar que muriera de hambre, teniendo un hermano y una hermana, a los que se les pierde el rastro en un Koljoz.
También hay una endeble teoría en la que Aleksandr Matrósov no es de etnia bashkir, sino rusa, e hijo de un campesino ruso pobre, enviado a Kazajistán, donde desaparece sin dejar rastro. Parece una teoría más relacionada con el nacionalismo ruso que con pruebas reales, por la existencia de personas de apellido Matrósov en la zona, pero ninguna investigación ha conseguido alguna relación.

### Orfanato de Ivánovo
Independientemente de su origen étnico (ruso en Kazajistán o Ucrania, tártaro o bashkir en Bashkiria), ninguna fuente pone en duda que ingresó en el orfanato de Ivánovo, en el Óblast de Uliánov. El motivo de su ingreso en ese orfanato no queda totalmente claro, ya que unas fuentes afirman que fue por la temprana pérdida de sus padres, o por un nuevo matrimonio de su padre, y por las divergencias con su nueva madrastra.
Si bien parece que ya en el orfanato de Melekes (Dmitrograd) empezó a utilizar el nombre de Sashka Matrósov, donde sí está probado es en el orfanato de Ivánovo, en donde a su ingreso declaró tanto su “nuevo nombre" como su “nueva localidad de nacimiento": Dnipropetrovsk. Para las etnias no rusas en los orfanatos rusos, penales juveniles y entre los menores vagabundos, era más que habitual que se rusificasen los nombres, para no distinguirse de los demás. Sashkirian es un nombre no ruso, aunque con cierta similitud con Sasha, diminutivo de Aleksandr, y a su vez, Sashka como diminutivo de Sasha, y parece que durante su estancia en Ivánovo tuvo varios apodos, como el diminutivo “Shurik", el de “Matrogon" por usar una gorra y camiseta marineras,“maquinista", bien por haber vagabundeado mucho o bien por ser las estaciones de tren el lugar donde se encontraban más niños vagabundos, o el de Sashka “el bashkirio". Matrogon y Matrósov están relacionados con “Marinero", pudiendo ser este el origen del apellido por el que será conocido. Un dato que parece corroborar el ser la misma persona, es su afición y habilidad a tocar la guitarra y la balalaika, hecho en el que destacaría en todos los siguientes lugares donde estuvo.
En Ivánovo consta que finalizó el 7.º curso, con aproximadamente entre 14 y 15 años, y fue enviado a una fábrica para trabajar, en 1939, siendo esta una planta de mantenimiento de vehículos, en la ciudad de Kubishev. Abandonó su trabajo, y fue reconocido en su aldea natal ese mismo año, Kunakbaev, pero ya con el nombre de Aleksandr Matrósov, y luego fue detenido en Sarátov.

### Colonia Juvenil Penal de Ufa
Fue juzgado por el NKVD por abandono de trabajo, y condenado el 8 de octubre de 1940 por el artículo 192 del código de la RSFSR a una pena de privación de libertad de 2 años, a cumplirse en el Campo de Trabajo Juvenil en Ufa. En este campo de trabajo permanecería desde el 21 de abril de 1941 al 23 de septiembre de 1942.
Si bien la Colonia Juvenil de Ufa albergaba a delincuentes juveniles, también albergaba a menores abandonados o sin familia. El desempeño de Aleksandr Matrósov en ese campo de trabajo parece que fue ejemplar, ya que desempeñó la función de ayudante de educador, e incluso fue admitido en el Komsomol (organización juvenil del Partido Comunista de la Unión Soviética), hecho muy poco habitual en este tipo de campos.
La condena de privación de libertad fue anulada póstumamente el 5 de mayo de 1967 por parte del Tribunal Supremo de la RSFSR.
Desde el inicio de la Segunda Guerra Mundial, Aleksandr Matrósov solicitó ser enviado al frente. Una de sus peticiones fue la siguiente:

“¡Estimado Comisario del Pueblo!

Le escribe un simple trabajador desde Ufa. A los seis años me quedé sin padres. Si hubiese estado en un país capitalista, el hambre me hubiese matado. Pero en un estado soviético, me han cuidado, y me han dado una formación y especialización en el trabajo del metal en una colonia de trabajo juvenil. Por todo ello, estaría muy agradecido si el Partido Comunista y el Régimen soviético, en estos momentos, en que la patria está en peligro, me permitiera protegerla con las armas en las manos.
Aquí en Ufa, he solicitado tres veces ir al frente, pero las tres veces he sido rechazado. Ahora tengo 17 años, ya soy casi un adulto, y creo que seré más útil en el frente que aquí. Le ruego encarecidamente que apoye mi propuesta, y sea enviado al frente como voluntario, y si es posible, al Frente Occidental para participar en la defensa de Moscú".

Entre las distintas formaciones que impartía el Campo de Trabajo de Ufa, Matrósov se especializó en el trabajo metalúrgico en la fabricación de muebles,destacándose por su gran laboriosidad. En julio de 1941, el campo de trabajo comenzó a enviar material al frente, como ropa de camuflaje, calzado para la nieve, etcétera. En marzo de 1942, Matrósov es nombrado ayudante de educador. A pesar de todo, debido a una pelea con un compañero, fue apartado del Komsomol.
Era un ejemplo para los demás, por su habilidad con los esquíes, en la pelea y en la formación política, además de ser un poeta aficionado.

## Ejército Rojo
Después de los acuerdos del Soviet Supremo, se permitió que los prisioneros de los campos se alistasen al ejército, y en septiembre de 1942 es llamado al Ejército Rojo por el Comisariado Militar del Raión de Kirov, de la ciudad de Ufa, en Bashkiria. Es enviado a la escuela militar juvenil de Krasnojolmskoe,en el Óblast de Orenburgo, para realizar un curso de formación de 6 meses de duración. Durante la academia, fue readmitido en el Komsomol. Sin terminar la formación, en noviembre de 1942, muchos cadetes fueron enviados directamente como soldados de infantería al Frente de Kalinin. Así como el resto, sin concluir su formación, fue enviado al frente el 18 de enero de 1943. Las fuentes difieren en si Matrósov fue al frente con el primer o segundo grupo.
Encuadrado en la 91.º brigada independiente, encuadrado en la brigada voluntaria de Siberia, que después se denominaría “Stalin”, participó como servidor de ametralladora. Su unidad estuvo en reserva, como 254.º Regimiento de Infantería de la Guardia, perteneciente a la 56.ª División de Infantería de la Guardia, en el frente de Kalinin. Fueron trasladados a las cercanías de Pskov, directamente hacia el frente.

### Acción en Chernuski
A 70 kilómetros al norte de Veliki Luk, cruzando el río Lovat, entre bosques y ciénagas, se encuentra el pueblo de Chernushki, en las inmediaciones de la carretera Vitebsk-Leningrado.
A Chernuski los alemanes lo habían convertido en un punto fortificado, rodeado de alambre de espino, campos de minas, y en la zona este habían construido tres búnkeres.
El 27 de febrero de 1943 se inicia el ataque a la línea defensiva alemana por parte de la 2.º compañía, al mando del capitán Afanásiev. El ataque es detenido por el fuego de los tres búnkeres, consiguiendo destruir dos de ellos con artillería antitanque, aunque el tercero de ellos fue imposible destruirlo.
En un periódico fueron relatados los hechos:

"Tres tiradores que intentaron arrastrarse hasta el reducto enemigo perecieron como valientes. Entonces se levantó el soldado Alexander Matrósov, el enlace del jefe de la compañía.

-'Yo trataré' –dijo con resolución".

Bajo intenso fuego, Matrósov se arrastró en la nieve para acercarse al búnker,  por uno de los lados. Cuando estaba a pocos metros, se levantó y lanzó una granada después de la otra al búnker, acallándolo momentáneamente, habiendo acabado las granadas que tenía.  Al reiniciarse el avance, la ametralladora empezó nuevamente a disparar:

"Algo pareció estallar en el fortín y la ametralladora del enemigo no se oyó más. Y he aquí que Alexander se levantó y cruzándose sobre la cabeza el fusil gritó con todas las fuerzas a sus compañeros:

-'Adelante...'

Y todos se levantaron como un  hombre del suelo nevado y se lanzaron adelante. Pero, inmediatamente se vieron obligados a tenderse debido a que el punto de fuego enemigo se activó nuevamente".

Se levantó Matrósov y tapó con su cuerpo la aspillera de la ametralladora, muriendo de los disparos, pero dando tiempo al avance de la tropa y la destrucción del búnker, y rompiendo así la resistencia alemana.
Se afirma que consiguió subirse al techo del búnker, e intentó bajar el cañón de la ametralladora.
Aunque algunos afirmen que podía ser destruido el tercer búnker con la artillería, como se hizo con los dos primeros, el testimonio del artillero de la 91° Brigada de Artillería, presente en la batalla, afirma que a pesar del impacto directo en uno de los cañones, pudieron destruir los dos primeros, pero no el tercero, que solo fue destruido por la valerosa acción de Matrósov.
El primer comunicado oficial del comisario político de la unidad, el teniente mayor Vólkov, dirigido al Mayor Iliashenko, dice:

"En los combates por el pueblo de Chernushki, el miembro del Komsomol Matrósov, nacido en 1924, realizó un acto heroico – tapó la aspillera del búnker con su cuerpo - y con ello permitió el avance de nuestras tropas. Chernushki ha sido tomado. La ofensiva continúa. Los detalles en el informe a la vuelta".

Pero el teniente Volkov no pudo detallar su informe al regreso porque falleció en combate. Se calcula que por esta acción heroica de Matrósov se pudieron salvar más de 300 vidas en el ataque.

### Póstumamente, Héroe de la Unión Soviética

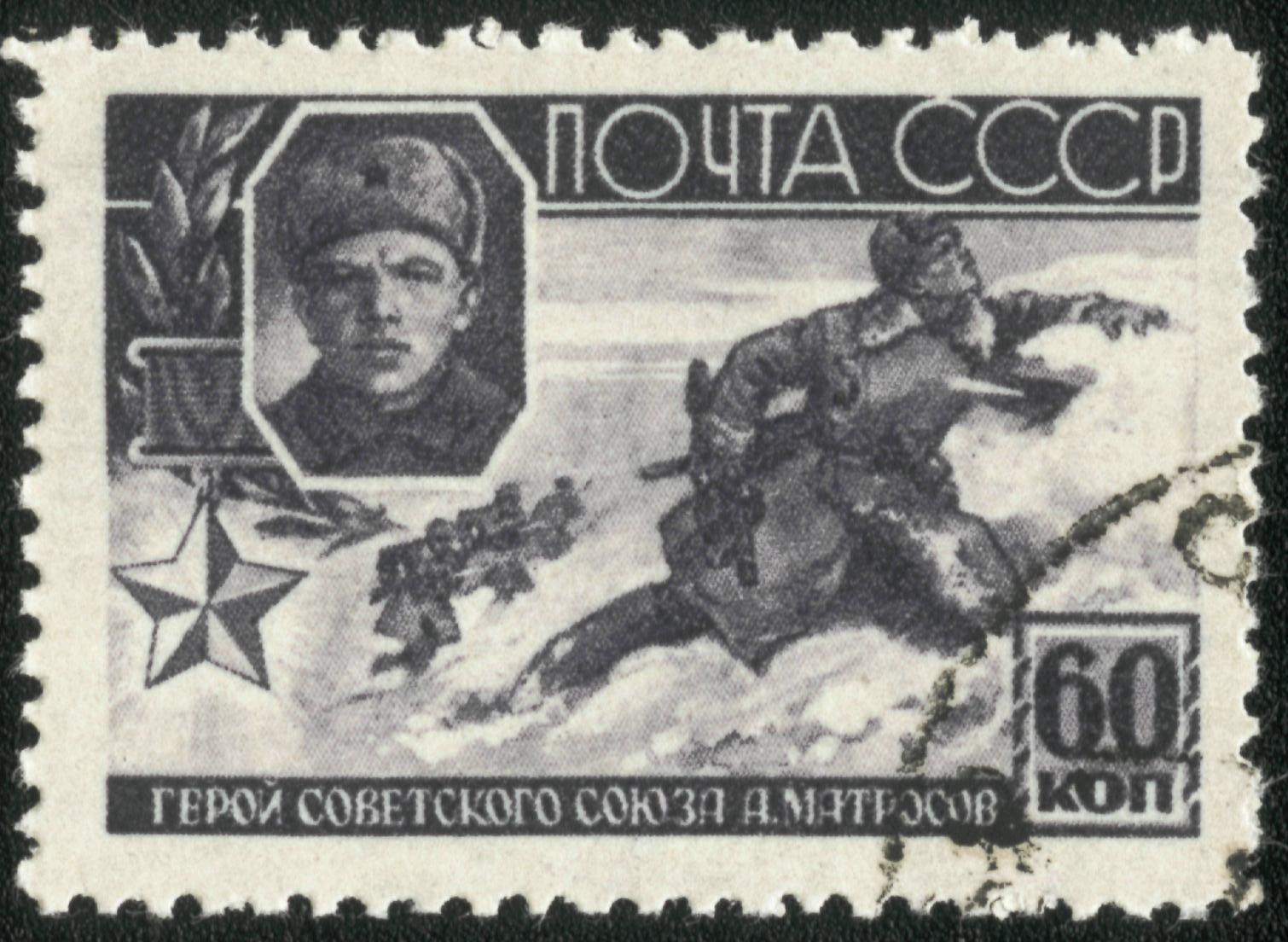
Sello soviético de 60 kopeks de Aleksandr Matrósov, Héroe de la Unión Soviética.

Se inició el proceso burocrático el 5 de mayo de 1943, saliendo de la 91.º Brigada de voluntarios siberianos la petición de nombramiento de Aleksandr Matvéyevich Matrósov como “Héroe de la Unión Soviética”. Por Decreto del 19 de junio de 1943, del Soviet Supremo de la URSS, le es concedido el título de Héroe de la Unión Soviética, en una lista de 11 personas, en la que Matrósov es alfabéticamente el 5.º. Hasta ese momento, no había sido explotado propagandísticamente el hecho, hasta que aparece el hecho el 23 de septiembre de 1943 en el periódico Estrella Roja, cuando, por orden firmada por Stalin, se nombra al 254.º Regimiento de la Guardia con el nombre de “Aleksandr Matrósov”, y ser alistado a perpetuidad como soldado en la primera compañía del regimiento.
Aunque las acciones ocurrieron el 27 de febrero de 1943, por cuestiones propagandísticas se trasladó al 23 de febrero del mismo año, para hacerlo coincidir con el aniversario del Ejército Rojo.
Sus hazañas fueron conocidas ampliamente a lo largo y ancho de la Unión Soviética.
Esta acción se convirtió en un símbolo del coraje y valor militar, de la entrega y amor por la patria.
El nombre de A. M. Matrósov, como condecorado con el título de Héroe de la Unión Soviética, está incluido en la lista de antiguos prisioneros del Gulag que fueron condecorados con ese honor.

## Explotación propagandistica del hecho
Ya en 1941 habían ocurrido hechos similares, y que se repitieron los años siguientes hasta finalizada la guerra. De todos estos, se conoce poco o nada. Lo llamativo de este caso fue el tratarse de un niño abandonado, sin familia y procedente de un orfanato, que dio su vida por la patria. La máquina propagandística vio la oportunidad de explotar el hecho, que incluso retoca la fecha para hacerla coincidir con el aniversario del Ejército Rojo, y el objetivo es claro, tal como afirma Stalin en la orden del 8 de septiembre de 1943:

"El gran sacrificio del camarada Matrosov debe de servirnos como ejemplo de valor militar así como de heroísmo, para todos los soldados del Ejército Rojo".

La propaganda soviética con respecto al valor y al heroísmo, se centró principalmente en el valor individual de la inmolación del individuo, mientras que la propaganda aliada, al igual que la alemana, se centraba en glorificar los aviadores y soldados más eficientes.
En todas las escuelas de la Unión Soviética, el sacrificio de Aleksandr Matrósov fue bien conocido, y se ponía tradicionalmente como ejemplo de sacrificio por la patria.
En la actualidad, algunos historiadores, escritores e incluso políticos están intentando reescribir la historia, incluida la Segunda Guerra Mundial, cuestionando todos los hechos y logros, especialmente los más importantes y conocidos. En este caso, los razonamientos existentes para poner en duda la verosimilitud del hecho es que la interposición de un cuerpo no detendría los disparos de una ametralladora alemana. Otro de los razonamientos es la irracionalidad del sacrificio, que bien puede ser por desesperación o incluso suicidio, ya que no está justificada la voluntad de este tipo de sacrificio, arremetiendo contra todos los mitos soviéticos, incluyen la banalización  del sacrificio de Aleksandr Matrósov, sugiriendo que este fue un simple resbalón, o que fue inútil porque solo había que esperar a que la artillería destruyese el búnker restante al igual que hizo con los dos anteriores. Se ignoran las declaraciones de los propios testigos de los hechos, e incluso de los propios artilleros.
Hay autores que, en resumen, afirman que la explotación propagandística del sacrificio de Matrósov o bien es para levantar la moral de las tropas o bien para justificar el uso de “carne de cañón” en los combates.

## Acciones de sacrificio similares
Más de 400 sacrificios similares ocurrieron durante la guerra.
El 29 de enero de 1942, un año antes del sacrificio de Matrósov, en los combates en los alrededores de Nóvgorod, cubrieron con su cuerpo los disparos de las ametralladoras tres personas: Iván Gerasimanko, Aleksandr Krasilov y Leonti Cheremnov. Los tres fueron galardonados con el título de Héroe de la Unión Soviética. A este sacrificio está dedicada la obra de Nikolái Tíjonov Balada a los tres comunistas.
El 6 de agosto de 1942, en los combates en el pueblo de Seliavnoye, en la región de Vorónezh, Cholonbai Tuleberdiev (Чолпонбай Тулебердиев), soldado en la 363 brigada de infantería de la 160.º división de infantería del 6.º ejército en el Frente de Vorónezh, cruzó a nado el río Don y escaló la colina con la intención fallida de destruir el búnker enemigo con granadas, por lo que cubrió las aberturas del búnker con su propio cuerpo.
El 19 de julio de 1943, ejecutando una patrulla de reconocimiento en la zona de Siniavisnk (Frente del Voljov-Leningrado), Vladímir Yermak cubrió con su cuerpo el búnker enemigo para permitir el éxito de la acción de combate. El 21 de febrero de 1944 fue nombrado Héroe de la Unión Soviética.

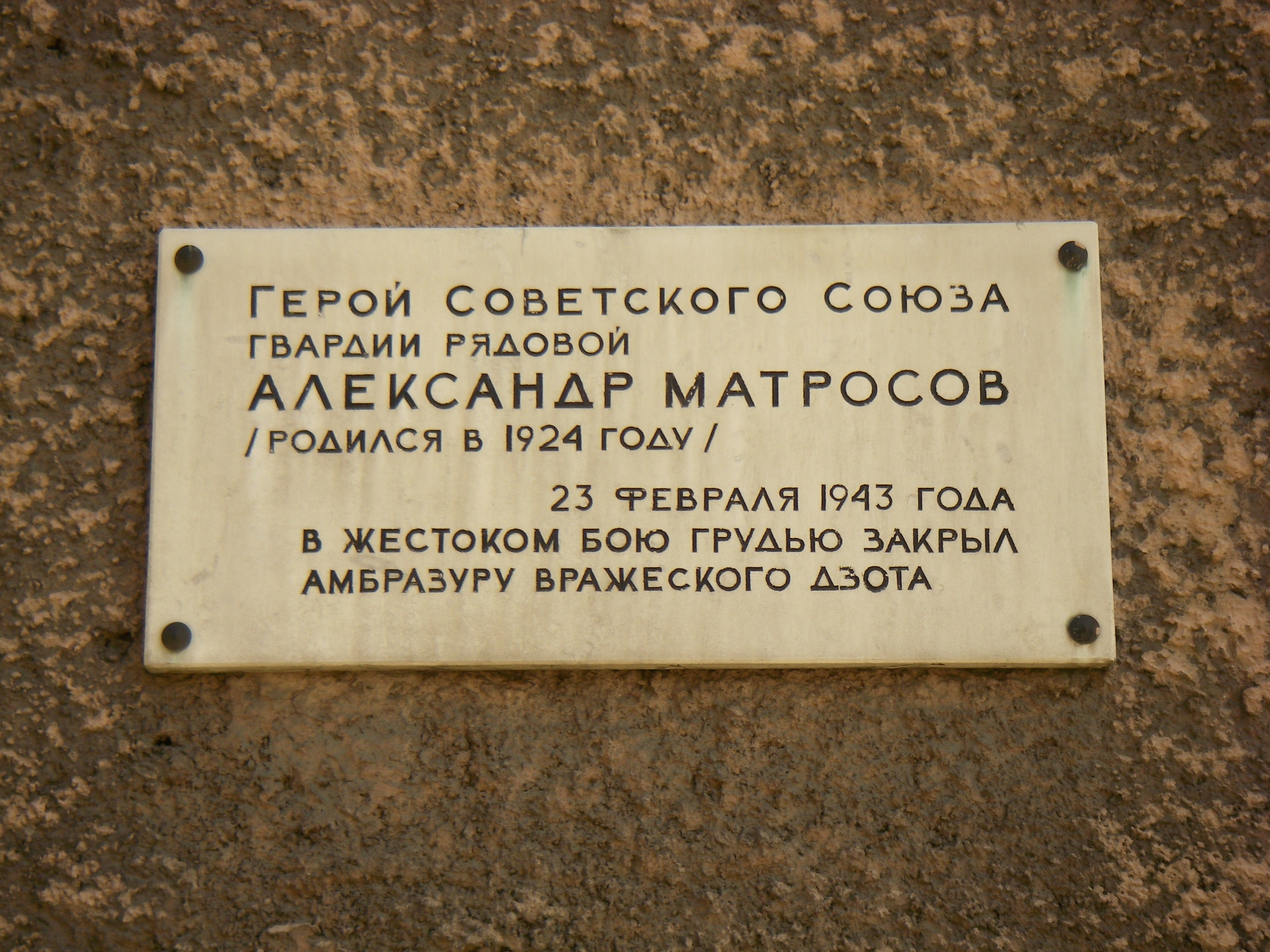
Placa conmemorativa de Aleksandr Matrósov en San Petersburgo.

En 1944, en los combates en la aldea de Berioza, en la zona de Brest, Vasili Gazin cubrió con su cuerpo la ametralladora enemiga. El 18 de enero de 1944, Aleksandr Tipanov cubrió con su cuerpo las aberturas del búnker reforzado de cemento.
El 13 de junio de 1944, durante la ofensiva sobre Viborg, en las colinas de Mustolov, al sudeste del lago Lembola, Nikolái Ushkov cubrió con su cuerpo el búnker enemigo.
El 18 de agosto de 1945, durante la liberación de la isla de Shushi, al norte del archipiélago de las Kuriles, Nikolái Vilkov y el marinero Piotr Ilíchov cubrieron con su cuerpo el búnker japonés, después de realizar un doble sacrificio.

## Condecoraciones y honores
- Héroe de la Unión Soviética, Medalla de oro.
- Orden de Lenin

Se encuentra enterrado en la ciudad de Velikie Luki. 
Se le dio el nombre de Matrósov al 154.º regimiento de infantería, así como su nombre se encuentra permanentemente inscrito en la primera compañía de ese batallón.
Aleksandr Matrósov tiene monumentos en las ciudades de Dnipropetrovsk, Ufa, Velikie Luki, Uliánovsk, Krasnoyarsk, San Petersburgo, en el parque Moscú de la Victoria y una calle a su nombre en Ishimbay, cuyo parque recreativo central se llama Matrósov, así como numerosas calles en distintas ciudades rusas.